# 제39회 아카데미상 외국어영화상 출품작 목록
다음은 제39회 아카데미 시상식 외국어영화상 출품작 목록이다. 아카데미 외국어 영화상은 1956년 미국 영화 예술 과학 아카데미 (AMPAS)가 미국 국외에서 제작된 비영어권 영화를 대상으로 시상하기 위해 제정되었다. 이후 외국어영화상은 매년 수여되었으며, 수상자는 출품국가로 여겨지지만 상 자체는 해당 영화의 감독이 수락한다. 아카데미측은 한 국가당 한 편의 영화만 허용되는 원칙에 의거, 여러 국가를 초청하여 자국 최고의 영화를 출품하도록 요청하고 있다.
제39회 아카데미상에서는 총 19편의 작품이 외국어영화상 부문에 출품되었다. 루마니아가 처음으로 작품을 출품하였으며, 최종후보에는 체코슬로바키아, 프랑스, 이탈리아, 폴란드, 유고슬라비아가 올랐다. 수상작은 프랑스 영화 《남과 여》가 수상하였다. 이 작품은 아카데미 각본상도 동시에 수상하는 영예를 안았다.

## 출품작
| 출품국         | 제목             | 원제                    | 언어                           | 감독                    | 결과   |
| -------------- | ---------------- | ----------------------- | ------------------------------ | ----------------------- | ------ |
| 체코슬로바키아 | 금발 소녀의 사랑 | Lásky jedné plavovlásky | 체코어                         | 밀로스 포만             | 후보   |
| 덴마크         | 기아             | Sult                    | 스웨덴어, 노르웨이어, 덴마크어 | 헤닝 칼센               | 미후보 |
| 이집트         | 카이로 30        | القاهرة 30              | 아랍어                         | 살라 아부 세이프        | 미후보 |
| 프랑스         | 남과 여          | Un homme et une femme   | 프랑스어                       | 클로드 를로슈           | 수상   |
| 서독           | 젊은 토르레스    | Der junge Törless       | 독일어                         | 폴커 슐렌도르프         | 미후보 |
| 그리스         | 클럽의 여왕      | Ντάμα σπαθί             | 그리스어                       | 기오르고스 스칼레나키스 | 미후보 |
| 홍콩           | 대취협           | 大醉俠                  | 표준중국어, 광둥어             | 호금전                  | 미후보 |
| 헝가리         | 검거             | Szegénylegények         | 헝가리어                       | 미클로시 얀초           | 미후보 |
| 인도           | 암라팔리         | आम्रपाली                   | 힌두어                         | 레흐 탄돈               | 미후보 |
| 이스라엘       | 날으는 중매쟁이  | שני קוני למל            | 히브리어                       | 이스라엘 베커           | 미후보 |
| 이탈리아       | 알제리 전투      | La Battaglia di Algeri  | 프랑스어, 아랍어               | 질로 폰테코르보         | 후보   |
| 일본           | 호수의 금        | 湖の琴                  | 일본어                         | 다사카 도모다카         | 미후보 |
| 대한민국       | 쌀               | 쌀                      | 한국어                         | 신상옥                  | 미후보 |
| 멕시코         | 검은 바람        | Viento negro            | 스페인어                       | 세르반도 곤살레스       | 미후보 |
| 폴란드         | 파라오           | Faraon                  | 폴란드어                       | 예지 카발레로비치       | 후보   |
| 루마니아       | 봉기             | Răscoala                | 루마니아어                     | 미르차 무레샨           | 미후보 |
| 스웨덴         | 페르소나         | Persona                 | 스웨덴어                       | 잉마르 베리만           | 미후보 |
| 대만           | 아녀정심         | 哑女情深                | 표준중국어                     | 리싱                    | 미후보 |
| 유고슬라비아   | 셋               | Tri                     | 세르보크로아트어               | 알렉산다르 페트로비치   | 후보   |